# Egypt International 2017
Die Egypt International 2017 im Badminton fanden vom 26. bis zum 29. Oktober 2017 in Kairo statt.

## Sieger und Platzierte
| Disziplin    | Gold                                     | Silber                                             | Bronze                                    |
| ------------ | ---------------------------------------- | -------------------------------------------------- | ----------------------------------------- |
| Herreneinzel | Sam Parsons                              | Anatoliy Yartsev                                   | Gergely Krausz                            |
| Herreneinzel | Sam Parsons                              | Anatoliy Yartsev                                   | Jonathan Persson                          |
| Dameneinzel  | Aliye Demirbağ                           | Cemre Fere                                         | Daniella Gonda                            |
| Dameneinzel  | Aliye Demirbağ                           | Cemre Fere                                         | Alesia Zaitsava                           |
| Herrendoppel | Yogendran Krishnan Jonathan Persson      | Bahaedeen Ahmad Alshannik Mohd Naser Mansour Nayef | Kapil Chaudhary Brijesh Yadav             |
| Herrendoppel | Yogendran Krishnan Jonathan Persson      | Bahaedeen Ahmad Alshannik Mohd Naser Mansour Nayef | Adham Hatem Elgamal Mohamed Mostafa Kamel |
| Damendoppel  | Alesia Zaitsava Anastasiya Cherniavskaya | Sanyogita Ghorpade Prajakta Sawant                 | Doha Hany Hadia Hosny                     |
| Damendoppel  | Alesia Zaitsava Anastasiya Cherniavskaya | Sanyogita Ghorpade Prajakta Sawant                 | Halla Bouksani Linda Mazri                |
| Mixed        | Yogendran Krishnan Prajakta Sawant       | Ahmed Salah Menna Eltanany                         | Gergő Pytel Nikoletta Bukoviczki          |
| Mixed        | Yogendran Krishnan Prajakta Sawant       | Ahmed Salah Menna Eltanany                         | Uladzimir Varantsou Krestina Silich       |